# Ясыри
Ясыри — деревня в Пермском районе Пермского края. Входит в состав Савинского сельского поселения.

## География
Расположена к юго-западу от административного центра поселения, деревни Песьянка.

## Население
| 1869 | 2010 |
| ---- | ---- |
| 131  | ↗360 |

## Улицы
- Казанский тракт
- Парковая ул.
- Светлая ул.
- Светлый пер.
- Шоссейный пер.
- Яблоневый пер.

## Топографические карты
- Лист карты O-40-77 Юг. Масштаб: 1 : 100 000. Состояние местности на 1983 год. Издание 1985 г.